# 小森さんは断れない!
『小森さんは断れない！』（こもりさんはことわれない）は、クール教信者による日本の漫画作品。『まんがタイムオリジナル』（芳文社）において、2012年4月号から2025年5月号まで連載。作者の商業作品としては初の連載作品である。
2015年6月にアニメ企画が進行中であることが公表され、3分枠の短編アニメとして同年10月から12月まで放送された。

## あらすじ
中学生の小森しゅりは人から何かとものを頼まれる。基本頼まれるとイヤとは云えないしゅりの周りで起きる、ごくありふれた日常。友人で同級生のめぐみとまさ子、そして大谷くんとのごく当たり前の毎日だけど、何故か他人から頼まれ事の嵐のしゅりの普通の日々の物語。

## 登場人物
小森 しゅり（こもり しゅり）
声 - 内田彩
10月10日生まれ。血液型O型。身長180センチメートル、体重65キログラム。バスト95センチメートル。
本作の主人公。漢字表記は「小森朱里」。中学2年生（連載開始時）→3年生（2巻から）。14歳（連載開始時）→15歳（夏休み前?）→高校1年生（5巻から）。陸上部。3年生の時は清掃委員会に所属。連載が進むにつれどんどん巨乳化していっている。
やたらと人から物を頼まれ相手がしゅりの顔を見た瞬間に「一人でやろう」と思っていたことまで頼んでしまうことすらある、本人も他人の頼みを断れない性格のためかなりの時間を誰かのために使っている。ただし主体性がないわけではなく、根底にあるのは「人の役に立つのが好き」という感情である。
クラスメイトに勉強を教えるだけで「教えた部分」を完全に理解し、教師が「ここは覚えておけ」と言った部分も完璧に覚えてしまうため、家ではほとんど勉強しないにも関わらず成績は非常に良い。誰かに物事を頼まれた時点で条件反射的に技術や知識を習得してしまうことが多いため万能に思われがちだが、ゲームや絵など苦手なものもある。また虫だけは完全に苦手で、これに関する頼み事は拒否してしまう。
力仕事を頼まれることが多く、体育会系の部活に所属しているためもあってか筋肉質で力持ち。胸も大きく、この点に関してだけは親友であるめぐみとまさ子も敵愾心を抱くほど。
3年生になってからは同じクラスになった大谷のことが気になっており、高校入学後、紆余曲折を経て交際に至る。また、彼の実家の花屋にバイトとして入っている。
妹がいる。近所には作者の別作品『旦那が何を言っているかわからない件』の三木が住んでいるらしい。
西鳥 めぐみ（にしとり めぐみ）
声 - 小澤亜李
しゅりの親友でクラスメイト。通っている中学校は毎年クラス替えがあるにも関わらずしゅりとは3年間同じクラス。帰宅部。3年生の時は放送委員会に所属。
アニメやゲームが好きで勉強は嫌い。帰国子女のため英語の成績はよいが他は壊滅的。よく「宿題見せて」と頼みにくるためしゅりへの頼み事回数はトップクラス。一見遊び人風な容姿の明るい性格だが、ナンパを怖がったり銭湯に湯浴み着を着て入ったりと実は恥ずかしがり。
しゅりとは小学校5年生の時に転校してきて以来の付き合いで、転校で友達と別れるのが嫌でネガティヴになっていたのに加えて、転校直後にクラスメイトから質問攻めにあって気分を害した際にしゅりに保健室に付き添われたのがきっかけ。
実は作者の他作品に登場するキャラの姪という裏設定がある。
根岸 まさ子（ねぎし まさこ）
声 - 長縄まりあ
しゅりの親友でクラスメイト。やはりしゅりとは3年間同じクラス。2年、3年とも学級委員長。
シニカルな言動でしゅりやめぐみをからかうが二人に対する友情も本物。同性ながらしゅりに好意を抱いている節があり、そのため彼女に近づく大谷は微妙に敵。
朝が弱く、学級委員長であるにも関わらず遅刻してしまうので「学級委員の権限で登校時刻を遅らせられないか」と真剣に考えるほど。
しゅりとの付き合いは中学校に入ってから。小学校時代は友達づきあいよりも読書を優先した結果ずっと一人で、中学校に入ってからは「向こうから話しかけてくれれば話題は沢山ある」と思っていたが、たまたましゅりと接したことで「臆病なため自分から『友達になってほしい』と言えなかっただけ」だと気づかされる。
小説家でもあり、「エレガンスローズヒップ」のペンネームで活動している。デビュー前に適当に付けた（そして色々あって変えられなくなった）名前のため本人は嫌がるものの、周囲からは「エレヒップ」と略されることが多い。
大谷 九郎（おおたに くろう）
声 - 竹下礼奈
3年生になってしゅりと同じクラスになった男子。身長は「向き合うと顔の正面にしゅりの胸がくる」高さ。しゅりと同じ清掃委員会に所属。実家は花屋で、仕事を継ぐためか農業高校に進学。
体が小さいため「頼りがいがない」と言われ続けており、「人に頼られる男になりたい」という思いから他人に頼られることが多いしゅりに対し1年の時から対抗意識を燃やしていた。
体の小ささに反して、本気を出した時の声の大きさは祭りの喧噪の中でも響くほど。この特技でめぐみ達とはぐれたしゅりを助けて以来、しゅりからは「気になる男子」と思われている。彼の方でもしゅりを意識しているが、自分が彼女に釣り合う男ではないと感じていたため彼女の想いに応えようとしないでいた。だが、それが彼女を傷つけていたことを自覚。最終的に彼女に告白し、交際することになった。単行本8巻にて、しゅりと肉体関係を持ったと思しき描写がある。
山中
大谷の親友（腐れ縁）。私服だとよく女の子に間違われる中性的な容姿で、癖なのか大抵片目を閉じている。めぐみと同じ塾に通っており、ヤッチュンと呼ばれている。
成績は良い方らしいが、志望校には受からず滑り止めの私立高に進学。
小森 アミ（こもり アミ）
しゅりの妹。いわゆるメガネ女子で、身長や胸のサイズは、姉よりも小さめ。作中では、「あみ」と平仮名表記になっている場合もある。
小森 アヤメ（こもり アヤメ）
声 - 内田彩
しゅりの母。目が細く、いつもエプロンを着けている。面倒くさがりな性格。大学でパートとして働いている。大谷のことは「小僧」と呼んでおり、しゅりとの交際は認めているものの厳しい態度で接することが多い。
小森 耕助（こもり こうすけ）
しゅりとアミの父で、アヤメの夫。やや痩せ型。単行本6巻の過去エピソードでの登場以降は、団欒シーンなどで時々顔を見せるようになった。性格は、アヤメ曰く「カッコつけ」とのこと。
根岸先生
声 - 西原翔吾
まさ子の兄でしゅり達のクラス担任。担当教科は数学。3人がずっと同じクラスなのは他のクラス担任から寄せられるしゅりのトレード要請に対する彼の努力による部分もあるらしい。
根岸お姉さん
まさ子の姉。車持ちでしゅり達のハイキングの送迎をしたこともある。まさ子曰く腹黒で、男をとっかえひっかえしている尻軽。本編に出ている姿はこの作品の空気に合わせた姿らしい。
めぐみの父
声 - 四宮豪
婿養子で旧姓は山田。行方不明になった弟を探しに旅に出た先でめぐみの母と出会い結婚した。何故か手しか登場しない。
笹岡 志紀（ささおか しき）
高校に入ってからできた友達でクラスメイト。しゅりの前の席。普段はめぐみと意気投合するなど明るい性格だが、時折かなりネガティブな一面をのぞかせる。中学時代はセパタクロー部に所属していたが、高校にはなかったためバレー部に入部。しゅりほどではないがそこそこ胸は大きく、それをみためぐみとまさ子にショックを与えていた。

## 書誌情報
- クール教信者 『小森さんは断れない！』 芳文社〈まんがタイムコミックス〉、全13巻[9]
  1. 2013年7月19日発行（7月4日発売）、ISBN 978-4-8322-5205-9
  2. 2014年1月22日発行（1月7日発売）、ISBN 978-4-8322-5259-2
  3. 2014年10月22日発行（10月7日発売）、ISBN 978-4-8322-5326-1
  4. 2015年10月22日発行（10月7日発売）、ISBN 978-4-8322-5423-7
  5. 2017年2月22日発行（2月7日発売）、ISBN 978-4-8322-5558-6
  6. 2018年2月22日発行（2月7日発売）、ISBN 978-4-8322-5663-7
  7. 2018年11月22日発行（11月7日発売）、ISBN 978-4-8322-5728-3
  8. 2020年2月21日発行（2月6日発売）、ISBN 978-4-8322-5779-5
  9. 2021年2月20日発行（2月5日発売）、ISBN 978-4-8322-5818-1
  10. 2022年3月22日発行（3月7日発売）、ISBN 978-4-8322-5859-4
  11. 2023年5月21日発行（5月6日発売）、ISBN 978-4-8322-5900-3
  12. 2024年5月22日発行（5月7日発売）、ISBN 978-4-8322-5939-3
  13. 2025年6月21日発行（6月6日発売）、ISBN 978-4-8322-5979-9

## テレビアニメ
3分枠の短編アニメとして、2015年10月より12月まで放送された。第8話では『大家さんは思春期!』の里中チエ、前田、白井麗子がカメオ出演している。

### スタッフ
- 原作 - クール教信者（芳文社「まんがタイムオリジナル」掲載）
- 監督・絵コンテ・演出 - 今泉賢一
- シリーズ構成 - 勝呂悠香
- 脚本 - 阿藤理久
- キャラクターデザイン・総作画監督・作画監督 - 國行由里江
- 美術監督 - 安田ゆかり
- 色彩設計 - 松森より子
- 撮影監督 - 中村雄太
- 編集 - 平木大輔
- 音響監督 - 川添憲吾
- 音楽 - Arte Refact
- 音楽プロデュース - 桑原聖、中里浩彰
- 音楽制作 - bilibili
- プロデューサー - 森尻和明、黒澤真、平賀忠和、安倍孝二
- 制作プロデューサー - 渡辺秀信
- プロデュース - ジェンコ
- 制作 - アニメーションスタジオ・アートランド
- 製作 - 製作委員会は断れない

### 主題歌
「とあるいつもを」
senya（幽閉サテライト）による主題歌。作詞・作曲はかませ虎（幽閉サテライト）、編曲は酒井拓也 (Arte Refact)。

### 各話リスト
| 話数   | サブタイトル                 |
| ------ | ---------------------------- |
| 第1話  | 小森さんは頼まれる？         |
| 第2話  | 小森さんは力持ち！           |
| 第3話  | 小森さんは人気者！           |
| 第4話  | 小森さんは何でも屋？         |
| 第5話  | 根岸さんはソツがない！       |
| 第6話  | 大谷くんは頼られたい！       |
| 第7話  | プールはドキドキ！           |
| 第8話  | 夏はやっぱり遊びたい！       |
| 第9話  | お祭りは甘酸っぱい！         |
| 第10話 | 進路調査は悩ましい！         |
| 第11話 | この季節は風邪をひきやすい！ |
| 第12話 | 小森さんは頼まれない？       |

### 放送局等
| 放送期間                 | 放送時間           | 放送局     | 対象地域 | 備考                        |
| ------------------------ | ------------------ | ---------- | -------- | --------------------------- |
| 2015年10月4日 - 12月20日 | 日曜 22:27 - 22:30 | TOKYO MX   | 東京都   |                             |
|                          |                    | サンテレビ | 兵庫県   | EPG上では日曜 22:25 - 22:30 |

※2015年12月27日の同時間帯には、『小森さんは断れない！情報局』と題して原作や映像ソフトのPRを行なった。
| 配信開始日                    | 配信時間                     | 配信サイト         | 備考                                                           |
| ----------------------------- | ---------------------------- | ------------------ | -------------------------------------------------------------- |
| 2015年10月9日 - 12月25日      | 金曜 0:30 - 1:00（木曜深夜） | 超!A&G+            | 『小澤亜李・長縄まりあのおざなり』内のコーナーアニメとして配信 |
| 2015年10月11日 - 12月27日     | 日曜 22:00 更新              | ニコニコチャンネル | 第1話無料、第2話以降1週間無料                                  |
| 2015年10月16日 - 2016年1月1日 | 金曜 12:00 更新              | dアニメストア      |                                                                |

上記の他、中国国内ではbilibili、アジア以外の世界各地ではクランチロールにて配信される。

### 映像ソフト
2016年2月24日にキャラアニより発売された。Blu-ray Disc特盛版、同・通常版、DVD通常版の3種が用意される。

## ゲーム
きららファンタジア
ドリコムによるスマートフォン向けのアプリゲーム。『まんがタイムきらら』シリーズのキャラクターが多数登場するクロスオーバー作品。
2021年6月9日より、「まんがタイムレーベル」コラボとして本作と『恋愛ラボ』・『大家さんは思春期!』のキャラクターがゲーム内に登場した。